# 宮本悦子 (分子生物学者)
宮本 悦子（みやもと えつこ、12月12日生）は、日本の分子生物学者、生化学者。東京大学医科学研究所インタラクトーム医科学特任准教授。
東京理科大学理学部化学科卒業後、日本IBMを経て、東芝情報通信研究所において高機能材料の研究に従事。
2000年4月から約10年間、慶應義塾大学理工学研究科と先導研究センターにおいて、助教、講師、准教授を経て、文科省振興調整費やゲノムネットワークプロジェクトに参加。2011年より現職。

## 主な経歴
- 東京理科大学理学部化学科卒業
- 横浜国立大学大学院工学研究科博士課程前期入学
- 三菱化学生命科学研究所特別研究生（～2000年3月）
- 米国カーネギーメロン大学 生物科学部 客員研究生（～1999年3月）
- 横浜国立大学大学院工学研究科博士課程後期修了

## 専門分野
- 分子生物学
- 生化学
- 蛋白質工学
- 進化分子工学
- ケミカルバイオロジー
- 合成生物学
- ゲノム医科学（がん個別化医療）

## 主な所属学会
- 日本分子生物学会
- 日本生化学会
- 日本癌学会
- 日本蛋白質科学会
- 生命の起原および進化学会
- 日本RNA学会
- 日本化学会など

## 主な受賞
- 1992年6月 特許奨励賞（東芝IT社長賞）
- 2010年6月 資生堂第3回女性研究者サイエンスグラント賞
- 2014年9月 学術奨励賞（東京理科大理窓博士会）